# Islands (альбом Майка Олдфилда)
Islands — одиннадцатый студийный альбом Майка Олдфилда, выпущенный в 1987 году.

## Об альбоме
Islands примечателен выдающейся инструментальной композицией The Wind Chimes, отрывок из которой был использован в советской/российской телепрограмме Клуб путешественников, а также количеством продюсеров и приглашённых вокалистов.

## Список композиций

### Первая сторона
1. The Wind Chimes (Part 1 & 2) 21:49

### Вторая сторона
1. Islands 4:19
2. Flying Start 3:36
3. North Point 3:33
4. Magic Touch 4:14
5. The Time Has Come 3:51
6. When The Nights On Fire 6:41